# Aeroportul Internațional Edmonton
Aeroportul Internațional Edmonton (IATA: YEG, ICAO: CYEG) este un aeroport din Alberta, Canada ce deservește zona Edmonton Metropolitan Region⁠(d). Aeroportul a fost tranzitat în 2023 de 7.499.163 de pasageri. A fost deschis în 15 noiembrie 1960 și numit după Edmonton.
Situat la o altitudine de 723 m, aeroportul dispune de 2 piste. Este operat de Edmonton Airports⁠(d).

## Infrastructură

### Piste
Aeroportul dispune de 2 piste. Pista 02/20 are suprafața de asfalt și dimensiunile 3.351 m × 200 picioare. Pista 12/30 are suprafața de asfalt și dimensiunile 3.109 m × 200 picioare. 